# The Automobile Manufacturing Company
The Automobile Manufacturing Company war ein US-amerikanischer Hersteller von Automobilen.

## Unternehmensgeschichte
Das Unternehmen aus Baltimore in Maryland stellte von 1899 bis 1900 einige Automobile her. Der Markenname lautete Automobile. Eine Quelle nennt einen Herrn W. W. Donaldson, wobei unklar bleibt, ob er Inhaber, Konstrukteur, Testfahrer oder Käufer war.

## Fahrzeuge
Das einzige Modell war ein Dampfwagen. Er wird als solide konstruiert beschrieben. Der Dampfmotor hatte zwei Zylinder. Die Motorhaube ähnelte denen von Fahrzeugen von Renault. Gelenkt wurde mit einem Lenkrad. Die offene Karosserie bot Platz für zwei Personen.